# Oresbius ciliatus
Oresbius ciliatus là một loài tò vò trong họ Ichneumonidae.